# Acacia semiaurea
Acacia semiaurea är en ärtväxtart som beskrevs av Joseph Henry Maiden och Blakeley. Acacia semiaurea ingår i släktet akacior, och familjen ärtväxter. Inga underarter finns listade i Catalogue of Life.